# Mysterious Doctor Satan
Mysterious Doctor Satan é um seriado estadunidense de 1940, produzido pela Republic Pictures em 15 capítulos, sob a direção de William Witney e John English. O seriado recebeu o nome de seu vilão, o Dr. Satan, cujo principal oponente é  The Copperhead, um misterioso mascarado. O seriado se caracteriza pelo conflito entre os dois personagens principais, Bob Wayne lutando pela justiça e vingança, e Dr. Satan com planos para dominar o mundo.
Foi o 20º entre os 66 seriados produzidos pela Republic Pictures, e veiculou nos cinemas estadunidenses a partir de 13 de dezembro de 1940.
Em 1966 foi editado em versão de 100 minutos para televisão, sob o título Doctor Satan's Robot.

## Sinopse
Governador Bronson, que criou Bob Wayne desde criança após a morte de seus pais, morre nas mãos do cientista Doutor Satan, que tem planos de dominar o mundo. Antes, porém, confia a Bob um segredo do seu passado. O pai de Bob fora, na verdade, um bandido no Velho Oeste, que usava um capuz de cota de malha e deixava como cartão pequenas cobras de cobre enroladas. Após a morte de seu tutor, Wayne decide adotar o nome de fora-da-lei de seu pai, "Copperhead", passando a vestir seu capuz, que lembra a cabeça de uma cobra venenosa.
Dr. Satan, por sua vez, requer um dispositivo de controle remoto inventado pelo professor Scott para completar seu exército de robôs assassinos e ganhar todo o poder e as riquezas que deseja. Copperhead luta contra o Doutor Satan, resgatando o Professor e outros, impedindo assim o cientista de concluir sua trama.

## Elenco

### Principal
- Eduardo Ciannelli (creditado como Edward Ciannelli) ... Doctor Satan.
- Robert Wilcox … Bob Wayne/ "The Copperhead"
- William Newell … Speed Martin, um repórter
- C. Montague Shaw … Professor Thomas Scott
- Ella Neal … Lois Scott, reporter e filha do Professor Scott
- Dorothy Herbert … Alice Brent, secretária do Professor Scott

### Secundário
- Charles Trowbridge … Governador Bronson
- Jack Mulhall … Chefe de Polícia Rand
- Edwin Stanley … Cel. Bevans
- Walter McGrail … Stoner
- Joe McGuinn … Gort
- Bud Geary … Hallett
- Paul Marion … Corbay
- Archie Twitchell … Ross, operador de rádio do aeroporto
- Lynton Brent … Scarlett
- Ken Terrell … Corwin
- Al Taylor … Joe
- Bert LeBaron … Fallon
- Charles Hutchison ... Proprietário (cap. 5. Não-creditado)
- Kenneth Harlan	...	Capt. Lathrop [Cps. 1-2] (não creditado)
- Yakima Canutt	...	Marinheiro no guincho [Cps. 3-4] (não creditado)

### Adicional
- Tom Steele … The Robot[3]

## Produção
Mysterious Doctor Satan foi originalmente escrito para ser um seriado de Superman para a Republic Pictures, mas a licença que a National Comics (depois DC Comics) tinha fornecido para o estúdio de animação Fleischer para fazer a série de curtas de Superman era exclusiva, e as outras companhias foram impedidas de usar os personagens na época, mesmo que numa produção não-animada. O roteiro foi refeito com um novo personagem chamado Copperhead. O interesse romântico de The Copperhead, Lois, não teve o nome trocado, apenas seu sobrenome. A identidade secreta de Copperhead, "Bob Wayne", soava como a de outro herói mascarado que tinha aparecido no ano anterior, Batman.
Mysterious Doctor Satan foi orçado em $147,847 dólares, porém seu custo final foi $147,381 dólares. Esse foi um dos únicos três seriados pré-guerra feito abaixo do orçamento. O ano de 1940 foi o primeiro ano em que a despesa global da Republic com a produção de seriados foi menor do que no ano anterior.
Foi filmado entre 20 de setembro e 29 de outubro de 1940, sob o título Doctor Satan, e foi a produção de nº 1095.
De acordo com Stedman, a Republic estava, inconscientemente, "observando a transferência dos fantasiados da pradaria para o pavimento" nesta série. O herói vaqueiro do Western logo seria substituído, na cultura popular, por super-heróis e criminosos mascarados.
Henry Brandon, que interpretara Fu Manchu em Drums of Fu Manchu, foi inicialmente cogitado para interpretar o Dr. Satan, usando uma roupa demoníaca, com chifres. No fim dos anos 30, no entanto, seria época para um vilão mais convincente, mais elegante, estilo gângster e cientista louco interpretado por Ciannelli.

### Efeitos especiais
O seriado introduziu o "Republic Robot". Um design mais primitivo aparecera em Undersea Kingdom (1936). O novo robô apareceria posteriormente em Zombies of the Stratosphere (1952), que utilizou algumas cenas e seqüências do seriado. Ele foi parodiado na metaficção The Adventures of Captain Proton, "holo-novels" de Star Trek: Voyager, como "Satan's Robot."
O diretor William Witney considerava esse um de seus trabalhos menores. Ele propusera um robô com efeitos especiais mais extravagantes à equipe Lydecker brothers, porém, o estúdio não tinha nem tempo, nem dinheiro para criar o novo robô.

### Dublês
- James Fawcett dublando William Newell
- Eddie Parker
- David Sharpe dublando Robert Wilcox, interpretando The Copperhead quando fantasiado[3]
- Tom Steele
- Duke Taylor
- Helen Thurston dublando Dorothy Herbert
- Wally West
- Bud Wolfe

## Lançamento

### Cinemas
A data do lançamento oficial de Mysterious Doctor Satan é 13 de dezembro de 1940, apesar de atualmente se considerar essa a data da liberação do sétimo capítulo.

### Televisão
No início dos anos 1950, Mysterious Doctor Satan foi um dos quatorze seriados da Republic editados para a televisão em forma de série, com sete episódios de 26½ minutos (os outros treze tinham somente seis episódios).
Mysterious Doctor Satan foi também um dos 26 seriados da Republic a serem editados como filmes para a televisão em 1966, e recebeu o título de Doctor Satan's Robot. essa versão foi realizada com 100 minutos de duração.

## Crítica
Harmon e Glut descrevem Mysterious Doctor Satan como "um dos maiores seriados da Republic... [que] definiram o ritmo para os que se seguiram". Eles o indicam como um dos cinco ou seis grandes seriados que a Republic já fez. Muitas pessoas envolvidas na série são apontados com louvor, mas o principal é Ciannelli como Doutor Satan, um personagem que rouba a cena do relativamente brando Copperhead. Os diretores, William Witney e John English são observados como os melhores nesse setor. Cy Feuer é elogiado por sua música, que é tanto temperamental quanto emocionante. Referem-se ainda à iluminação "superior" e "alguns dos melhores trabalhos de dublês nas lutas na tela em qualquer tipo de filme".
O tom da série é marcado pelo semblante malévolo de Eduardo Ciannelli's. A performance de Ciannelli "em um papel tão suscetível a super-representação" manteve o equilíbrio "exato entre um lunático com sonhos de conquista do mundo e o homem brilhante e dotado da ciência que o Doutor Satan poderia ter sido. Houve uma comoção em sua interpretação, que deu a sensação desagradável de que este gênio cruel foi de alguma forma uma vítima de forças que o levao ao mal contra o seu desejo básico. Nada foi dito ou feito no roteiro para indicar isso, mas o sentimento estava lá, no entanto".

## Capítulos
1. Return of the Copperhead (30 min 15s)
2. Thirteen Steps (17 min 41s)
3. Undersea Tomb (17 min 18s)
4. The Human Bomb (16 min 42s)
5. Doctor Satan's Man of Steel (16 min 54s)
6. Double Cross (16 min 44s)
7. The Monster Strikes (16 min 53s)
8. Highway of Death (16 min 40s)
9. Double Jeopardy (16 min 39s)
10. Bridge of Peril (16 min 40s)
11. Death Closes In (17 min 12s)
12. Crack-Up (17 min 16s)
13. Disguised (16 min 42s)
14. The Flaming Coffin (16 min 45s)
15. Doctor Satan Strikes (16 min 44s)

Fonte: